# Osteophyt

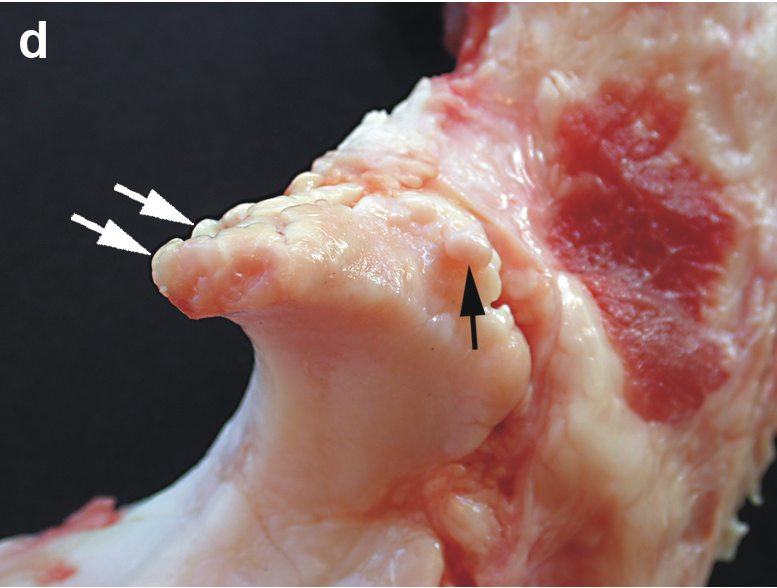
Osteophyten an einem Präparat eines arthrotisch veränderten Ellenbogengelenkes (Schwein). Man erkennt den krankhaft aufgerauten und stellenweise aufgebrochenen Knorpel der Gelenkoberfläche und die am Rand der Gelenkfläche entstandenen Knochenwülste (Pfeile).

Osteophyten (von altgriechisch ὀστέον ‚Knochen‘ und φυτόν ‚Gewächs‘), auch Exophyten genannt, sind degenerative, strukturelle Veränderungen in Form von knöchernen Ausläufern am Rand des Knochens. Diese Knochenneubildungen, die sich als Knochenvorsprünge am Rande der Gelenkflächen bilden können, können in Form von Spangen, Randzacken, Höckern oder flächenhaften Auflagerungen auftreten. Die Bildung von Osteophyten ist ein fehllaufender Versuch des Körpers, die Auflagefläche eines arthrotischen Gelenkes zu verbreitern und damit den Auflagedruck zu mindern. Sie treten im Stadium 4 von arthrotischen Gelenkveränderungen auf. Am Knie spricht man von Konsolenbildung, an der Wirbelsäule von Spondylophyten oder Syndesmophyten (siehe auch Osteochondrosis intervertebralis). Osteophyten schränken, wenn sie in Bewegungsrichtung liegen, die Beweglichkeit ein. Sie können auch durch Druck auf Nerven und andere Weichteile zu Schmerzen und weiteren Schäden führen. Differentialdiagnostisch muss man sie von Exostosen abgrenzen.

## Pathophysiologie
Bei arthrotischen Gelenkveränderungen kommt es durch die Knorpelzerstörung zu Inkongruenzen im Bereich der Gelenkflächen. Hierdurch kommt es ab dem Stadium II einer Arthrose zu lokal umschriebenen Druckerhöhungen, die sich in subchondralen Sklerosen äußern. Es entstehen lokale Knorpel- und Knochennekrosen, die sich radiologisch als Geröllzysten zeigen. Es wird angenommen, dass sich Osteophyten aus Anteilen dieser Nekrosen sowie Knorpel- und Knochenabrieb bilden, die sich am Rand der Gelenkflächen ansammeln und sekundär verkalken. Bei Pferden können Osteophyten als lokale Reaktion auf durch die entzündete Synovia freigesetzte Enzyme entstehen.

## Diagnostik
Osteophyten sind im Röntgenbild sowie sonografisch nachweisbar. Sie gelten als Zeichen einer fortgeschrittenen Arthrose.

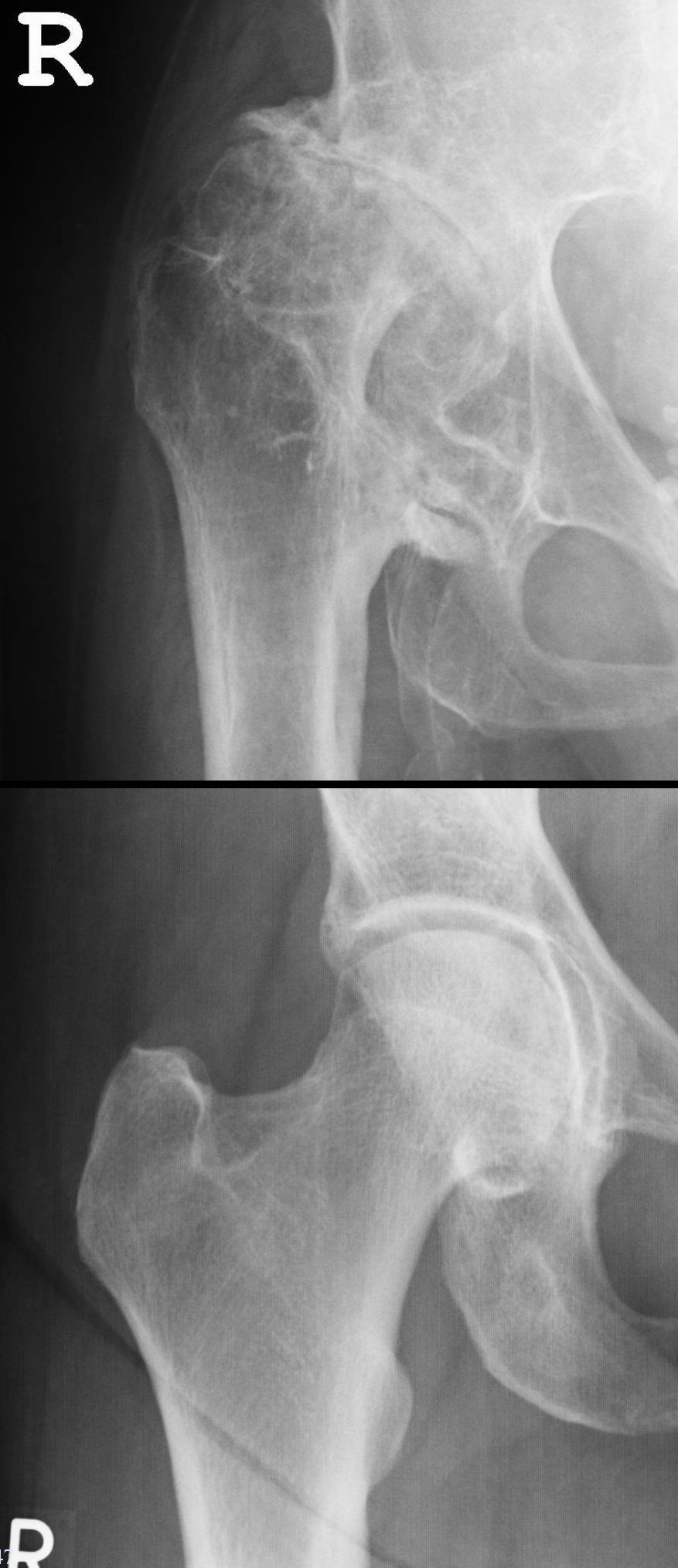
Im oberen Röntgenbild eines menschlichen Hüftgelenkes erkennt man die deutlichen Veränderungen durch eine Hüftgelenksarthrose bei Hüftdysplasie. Es finden sich im Randbereich des Gelenkes mehrere Osteophyten. Im unteren Bild ist zum Vergleich das Röntgenbild eines gesunden Hüftgelenkes abgebildet.
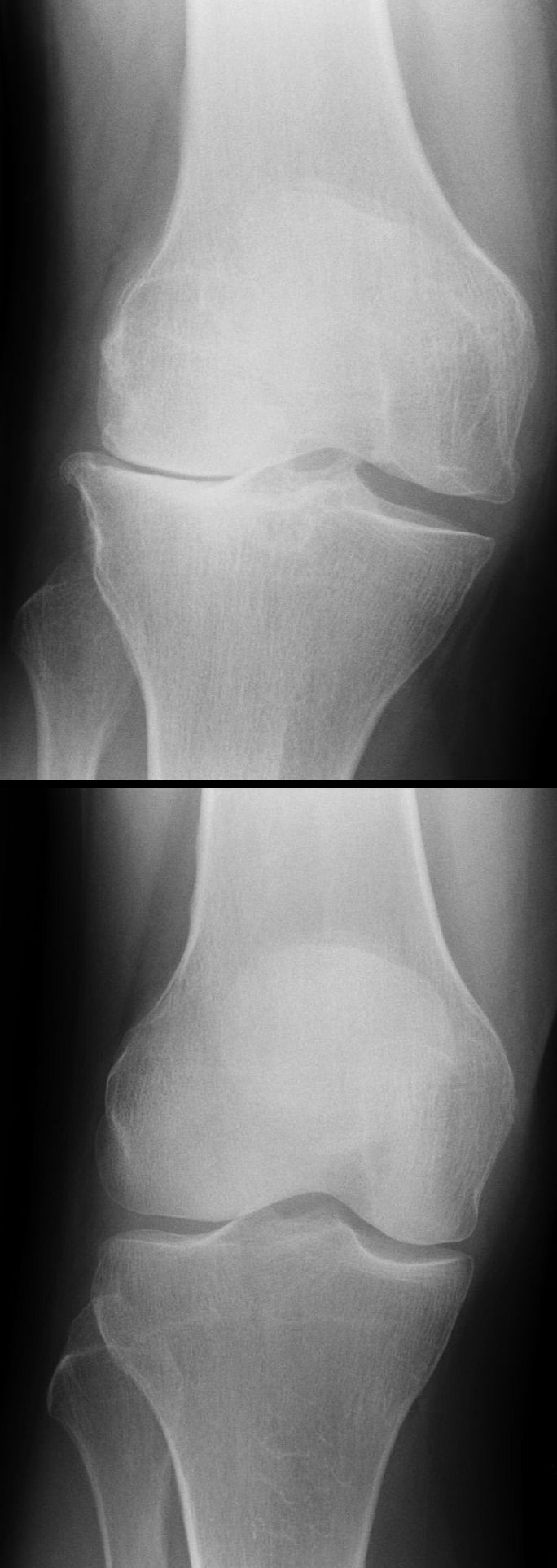
Im oberen Röntgenbild eines menschlichen Kniegelenkes mit Kniegelenksarthrose erkennt man die Gelenkspaltverschmälerung und den Osteophyten am äußeren Gelenkrand des Schienbeines. Im unteren Bild ist zum Vergleich das Röntgenbild eines gesunden Kniegelenkes abgebildet.

## Therapie
Osteophyten können durch lokalen Druck auf Nerven und andere Weichteile Schmerzen und Folgeschäden verursachen oder die Gelenkbeweglichkeit mechanisch behindern. Abgebrochene Osteophyten können als freie Gelenkkörper Einklemmungen in Gelenken verursachen. Sie können je nach Ausmaß und Lokalisation arthroskopisch oder offen operativ entfernt werden. Je nach Ausmaß und Lokalisation der zugrundeliegenden Gelenkarthrose kann eine endoprothetische Versorgung oder eine Arthrodese des betroffenen Gelenkes angezeigt sein.